# Леонтьев, Гаврила
Гаврила Леонтьев — российский дипломат, посол, дьяк XVII века.
В 1612—1614 годах — первый по окладу (25 руб.) подьячий Владимирской четверти.
В мае 1627 года пожалован в дьяки с назначением в Патриарший судный приказ, где служил с 1628 по октябрь 1633 года. С марта 1634 года — дьяк Стрелецкого приказа (1634−1639).
В 1638 году вместе с окольничим Степаном Проестевым был послом в Польшу.
С ноября 1642 по март 1645 года — дьяк в Астрахани.
С 1648 года — дьяк Земского приказа. В июне того же года назначен в приказ (комиссию) боярина князя Никиты Ивановича Одоевского для составления проекта нового Соборного уложения, свода законов Русского царства.
До апреля 1649 года — дьяк Владимирского судного приказа. В сентябре-октябре 1649 года — дьяк приказа рейтарского строя.
В июле 1650 года с боярином Григорием Гавриловичем Пушкиным был отправлен полномочным послом в Польшу к новому королю Яну-Казимиру. Целью посольства было поздравить нового короля с принятием престола, подтвердить Поляновский договор и требовать наказания тем лицам, которые пишут и печатают предосудительные для России книги, а также о выдаче самозванца Тимофея Анкундинова.
С 1652 года — дьяк с боярином князем Иваном Хованским и патриархом Московским Никоном ездил в Соловецкий монастырь за мощами митрополита Московского Филиппа II.
Утонул с детьми в море.